# Каноническая территория

Приблизительная карта, показывающая различные канонические территории православных церквей (2022).

Канони́ческая террито́рия — экклезиологический термин, закрепляющий определённую территорию за определенной православной поместной церковью, где всякая религиозная деятельность иных церквей (как православных, так и, в контексте экуменического диалога, инославных) воспринимается как недружественный прозелитизм.
Впервые встречается в русскоязычной литературе в 1930-е годы (первое упоминание термина «каноническая территория» — вероятно, в «Церковном Вестнике Западноевропейской епархии» от 1934 года). В активный оборот введён богословами Русской православной церкви в 1990-е годы; при этом концепция обычно обосновывается словами апостола Павла (Рим. 15:20) и канонами, запрещающими епископу епископствовать (рукополагать и принимать отлучённого) вне своей епархии.

## Дискуссионные моменты
Изначально (в апостольские времена) проблемы раздела канонических территорий не стояло, так как христианская церковь повсеместно была гонима, ещё не имела больших материальных богатств, всеобщего авторитета и политического влияния. При этом вся Земля, по последней заповеди Иисуса Христа, должна была быть в короткие сроки просвещена христианами проповедью Евангелия. Тогда христианам делить ещё было нечего, и они с радостью принимали в свои дома и апостолов, и странствующих проповедников, и преследуемых священников (мучеников).
С момента легализации христианства в 313 году и его становления главной государственной (а затем, единственной) религией в Римской империи, отношение христианских иерархов к своей территории резко изменилось. Ещё задолго до Великого Раскола христианской церкви (1054) стали возникать вопросы раздела, сохранения и расширения канонических территорий (сфер влияния, юрисдикций, протектората, суверенитета и т. п.) отдельных поместных церквей. Нередко было, когда, с одной стороны, византийские, а с другой, латинские проповедники, монахи, священники и епископы, соперничая друг с другом, вели активную религиозную деятельность на одной и той же территории. На спорной территории закреплялись обычно те, приоритет которым отдавала государственная власть.
После 1054 года предстоятели западного и восточного христианства стали обвинять друг друга не только в расколе, но и в ереси, а себя объявили главами единственной истинной церкви, не имеющей земных границ. Римские папы в Средние века достигли неслыханного земного могущества. Константинопольские же архиепископы, несмотря на бедственное положение в погрязшей интригами Византии и враждебной Османской империи, провозгласили себя Вселенскими патриархами.
После падения Византийской империи (1453) Русской церкви удалось не только получить самостоятельность, но и занять лидирующую роль в православном мире. Россия долгое время оставалась единственной в мире независимой православной страной. В Первую мировую войну, когда на стороне Антанты сражались все православные, кроме болгар, планировалось присоединение к России пролива Босфор с Константинополем.
Однако случившаяся революция 1917 года и гражданская война внесли свои коррективы. Как только прекратилось щедрое финансирование из бедствующей уже советской России, Константинопольские патриархи воспользовались ситуацией, чтобы заявить о своих древних правах на весь мир, и стали вмешиваться в церковные дела православных Америки, Европы, Китая, Австралии и даже внутри России.
В сложившейся ситуации Александрийскому патриархату удалось отстоять свою юрисдикцию над всей территорией Африки. Грузинский же патриарх объявил себя католикосом всех грузин, независимо от того, на чьей территории они проживают. За Русской православной Церковью оказалась закреплена территория бывшего СССР (за исключением Армении и Грузии), также РПЦ претендует и на Китай. С 1990-х годов РПЦ пытается проводить политику удержания прежних канонических территорий и договариваться не только с другими поместными православными церквами, но и с другими конфессиями (с католиками, протестантами), хотя сама имеет храмы и в Италии, и в исламских странах.
На состоявшемся Совещании глав Православных поместных церквей в марте 2014 года было решено провести в Стамбуле в 2016 году Всеправославный собор (официально Святой и Великий Собор Православной Церкви), на котором главным вопросом поставлена проблема разногласий взглядов на каноническую территорию православных поместных церквей.
В XX веке понятие канонической территории было поколеблено миграционными процессами, когда общины формировались не по территориальному, а по этническому принципу. Например в США на одной территории действуют несколько параллельных поместных православных церквей (Константинопольская, Русская, Сербская, Румынская, Болгарская, Грузинская, ПЦА).
Особой остроты проблема канонической территории достигла в спорах православных с католиками. Католики отрицают понятие канонической территории. В частности, архиепископ Тадеуш Кондрусевич говорит:

В католической церкви нет такого понятия — каноническая территория одной или другой церкви, и Христос не разделил мир на сферы влияния. Христос говорил: «Идите и научите все народы». Я могу согласиться с этим термином может быть только в том смысле, если граница канонической территории проходит по сердцу человека
В 2011 году Иерусалимская православная церковь разорвала общение с Румынской, в связи с тем, что последняя начала строительство храма в Иерихоне. В 2014 году евхаристическое общение было восстановлено. С 2014 года из-за спора вокруг канонической юрисдикции над Катаром Антиохийская православная церковь разорвала евхаристическое общение с Иерусалимским патриархатом.
Иногда понятие канонической территории осложняется понятием культурной канонической территории или канонической этнической территории.

## Каноническая территория и миссионерство
Церковное право позволяет миссионерам действовать вне канонической территории при условии, что там нет территориального подразделения данной церкви. Например, православные миссионеры в Америке, Китае и Японии в XIX веке.